# NGC 3719
NGC 3719 је спирална галаксија у сазвежђу Лав која се налази на NGC листи објеката дубоког неба.
Деклинација објекта је + 0° 49' 9" а ректасцензија 11h 32m 13,5s. Привидна величина (магнитуда) објекта NGC 3719 износи 12,8 а фотографска магнитуда 13,6. NGC 3719 је још познат и под ознакама UGC 6521, MCG 0-30-5, CGCG 12-8, KCPG 289A, PGC 35581.